# Telescopium telescopium
Telescopium telescopium là một loài ốc biển, là động vật thân mềm chân bụng sống ở biển thuộc họ Potamididae.

## Phân bố
Loài ốc này phân bố ở biển Madagascar

## Hình ảnh

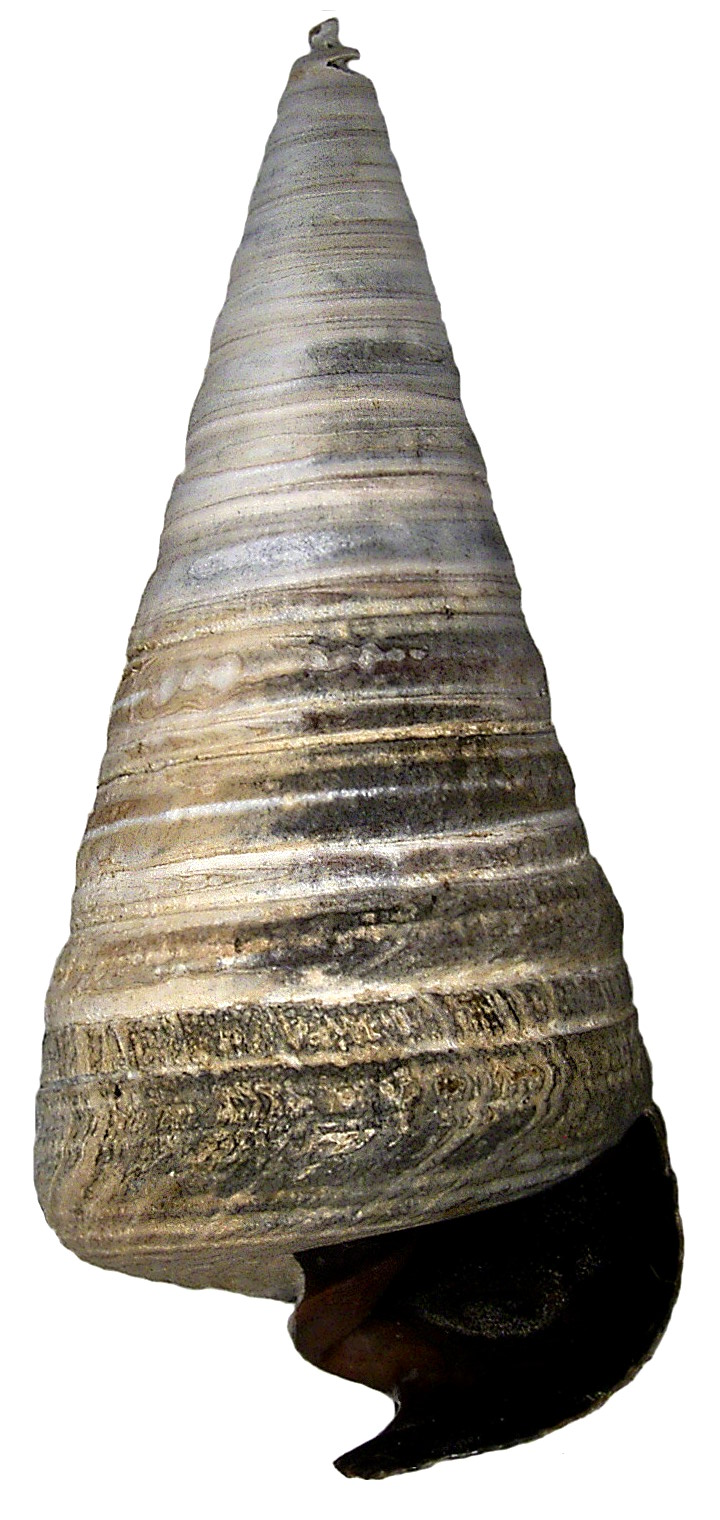
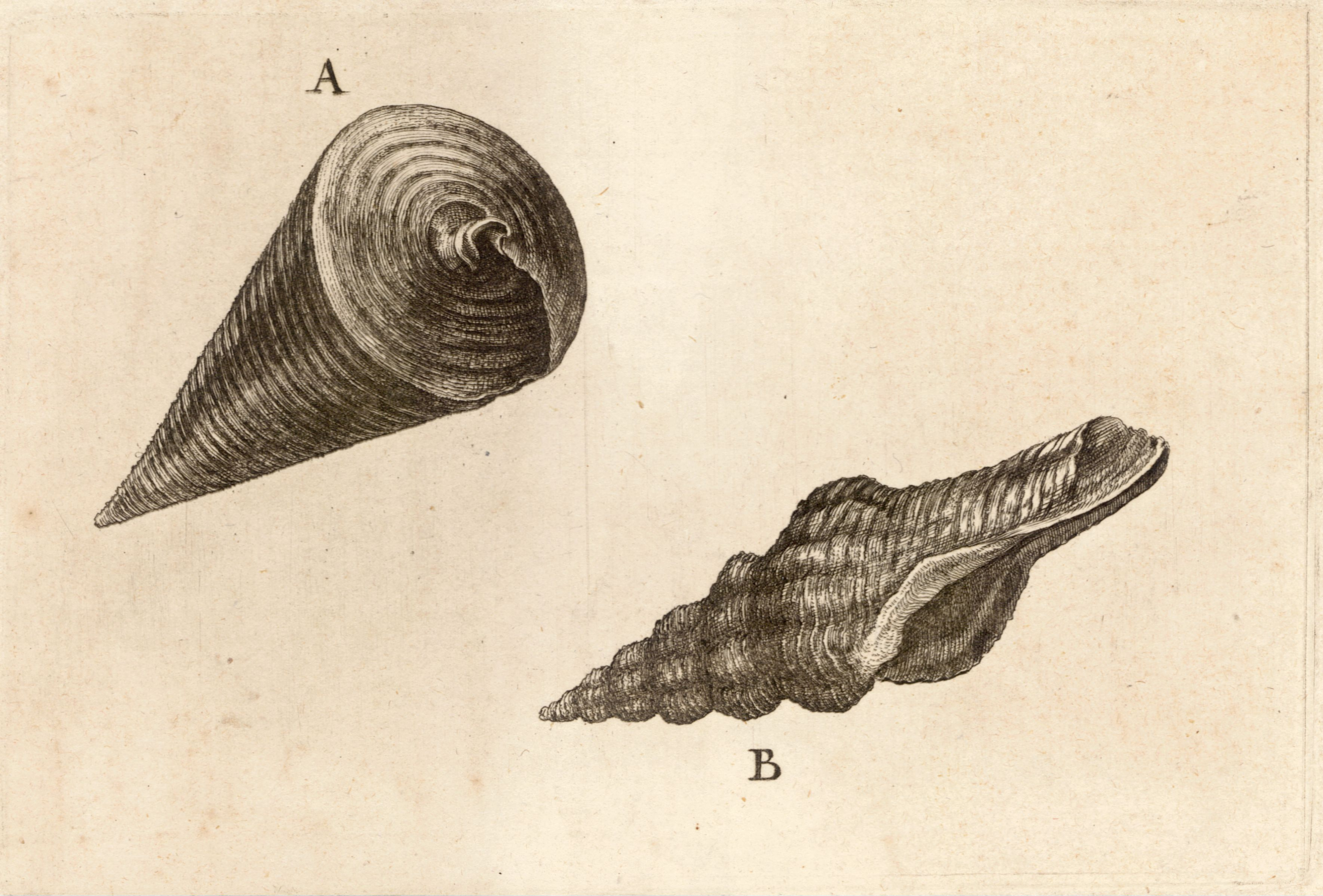